# El amor lo manejo yo
El amor lo manejo yo es una telenovela chilena de comedia romántica, adaptación de la telenovela homónima argentina Dulce amor, escrita por Guillermo Valenzuela. Se estrenó por TVN el 24 de marzo de 2014, y concluyó el 22 de octubre del mismo año. 
Protagonizada por Jorge Zabaleta y Mane Swett, junto a Diego Muñoz y María Gracia Omegna. Cuenta con los roles antagónicos de Julio Jung Duvauchelle y Osvaldo Silva.

## Sinopsis
Victoria es la dueña de una fábrica de Dulces y Chocolates, que lucha por la prosperidad de su empresa, mal asesorada por Alonso, su novio y futuro marido, y traicionada por su amiga Laura, correrá riesgos de perder también la fábrica. Marcos, un mecánico y corredor de autos amateur, víctima de la mala fortuna y de un negocio inmobiliario que se ejecuta en la sombras, queda sin trabajo y termina como chofer de Victoria. La unión de Marcos y Victoria será el choque de dos mundos. Choque que hará nacer un amor único. Juntos deberán enfrentar los prejuicios sociales y los suyos propios, traer al presente un secreto tremendo para Victoria y resistir los embates de Alonso.

## Reparto
- Jorge Zabaleta como Marcos Guerrero[7]
- María Elena Swett como Victoria Duque[8]
- Diego Muñoz como Julián Jiménez
- María Gracia Omegna como Natalia Duque
- Julio Jung Duvauchelle como Alonso García
- Luz Valdivieso como Laura Greene
- Coca Guazzini como Elena Duque
- Patricio Achurra como José Fernández
- Loreto Valenzuela como Isabel Fuentes
- Antonia Santa María como Noelia Fernández
- Carmen Gloria Bresky como Gabriela Ahumada
- Ignacio Achurra como Alcides Castro
- María Elena Duvauchelle como Rosa Prado
- Rodrigo Muñoz como Emilio Mejías
- Otilio Castro como Antonio Medina
- Osvaldo Silva como Sergio Montalbán
- Marcelo Valdivieso como Agustín Renzi
- Margarita Hardessen como Valentina Duque
- Ariel Mateluna como Lucas Ramírez
- Soledad Cruz como Rocío Guerrero
- Borja Velasco como Fernando Jiménez

## Producción
La producción dramática, trabajó el proyecto bajo el nombre de Dulce Amor al igual que versión argentina, aunque el 20 de enero de 2014, el canal dio a conocer el título: "El amor lo manejo yo... Un romance sobre ruedas". La versión original superó los 300 capítulos, sin embargo, en Chile la adaptación tuvo 149 episodios.

### Casting
En un principio el actor Gonzalo Valenzuela participaría en esta novela, creando un personaje exclusivo para él.[cita requerida] Sin embargo no pudo adaptar sus horarios con las grabaciones y rechazó la oferta. Soledad Cruz, Margarita Hardessen y Ariel Mateluna se integran a la novela luego de pasar por la extinta escuela de talentos que tenía TVN comandada por la actriz Moira Miller, al igual que con los protagonistas de la novela nocturna Vuelve Temprano.

### Rodaje
El lunes 6 de enero, TVN comenzó registrando sus escenas en las comunas de Lo Barnechea, Providencia y Ñuñoa. Esta última teleserie será escenario de las carreras clandestinas que enfrentan a los personajes principales. Mane Swett y Jorge Zabaleta inician grabaciones de nueva teleserie de TVN. Las Grabaciones se extendieron hasta el viernes 8 de agosto.

## Premios y nominaciones
| Año  | Premio                               | Categoría                | Nominados                | Resultados |
| ---- | ------------------------------------ | ------------------------ | ------------------------ | ---------- |
| 2014 | Copihue de Oro                       |                          |                          |            |
| 2014 | Copihue de Oro                       | Mejor serie o teleserie  | Mejor serie o teleserie  | Nominada   |
| 2014 | Copihue de Oro                       | Mejor actriz             | María Elena Swett        | Ganadora   |
| 2014 | Copihue de Oro                       | Mejor actor              | Jorge Zabaleta           | Ganador    |
| 2015 | Premios TV Grama 2014                | Mejor teleserie nacional | Mejor teleserie nacional | Nominada   |
| 2015 | Premios TV Grama 2014                | Mejor actriz             | María Elena Swett        | Nominada   |
| 2015 | Premios TV Grama 2014                | Mejor actor              | Jorge Zabaleta           | Nominado   |
| 2015 | Premios Fotech                       |                          |                          |            |
| 2015 | Mejor teleserie                      | Mejor teleserie          | Nominada                 |            |
| 2015 | Mejor actriz principal de teleseries | María Elena Swett        | Nominada                 |            |
| 2015 | Mejor dirección teleseries           | Christian Maringer       | Nominado                 |            |

## Versiones
- Dulce amor (2012), una producción de Telefe, fue protagonizada por Carina Zampini y Sebastián Estevanez.
- Hasta el fin del mundo (2014), una producción de Televisa, fue protagonizada por Marjorie de Sousa y David Zepeda (quien reemplazó a Pedro Fernández).
- Dulce amor (2014), una producción de Caracol Televisión, fue protagonizada por Marianela González y Andrés Sandoval.